# Andrea Fappani
Pour les articles homonymes, voir Fappani.
Andrea Fappani (né en 1977) est un cavalier nord-américain d'origine italienne, « chuchoteur » (horse whisperer en anglais) et éthologue, vivant à Rio Verde en Arizona. Il est surtout connu pour ses résultats équestres en reining et grâce à ses méthodes d'enseignement à distance, qui démocratise cette discipline en Europe.

## Activités de «chuchoteur»
Pédagogue, Andrea Fappani a participé à la construction d'une diffusion de la culture des horse whisperers grâce à une série de DVD.

## Reining Breeder Classic 2007
Le cavalier américain Andrea Fappani a obtenu le score le plus élevé depuis les 41 ans de la NRHA, avec 236,5. Le cheval qu'il montait se nomme Custom Legend, le fils de Crome. Andrea Fappani a monté trois chevaux en finale de ce NRBC avec un bras en écharpe à la suite d'un accident. Il n'a pas pu monter ces chevaux pendant les trois semaines précédant le show. Selon lui, c'est grâce au fabuleux travail de son assistant entraîneur, Arno Honstetter, que cette victoire est arrivée

## Acteur
Il a fait plusieurs apparitions dans des séries americaines en lien avec l'équitation. Il était, par exemple, dans Yellowstone (série télévisée) en 2018 puis dans The last cow-boy en 2019 .